# Nikolaus Klinger
Nikolaus Klinger (* um 1551; † 12. Juli 1610 in Sachsenfeld) war ein bedeutender erzgebirgischer Hammerherr.

## Leben

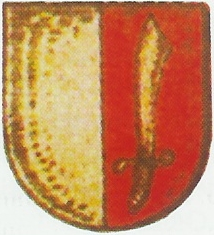
Wappen der Familie Klinger

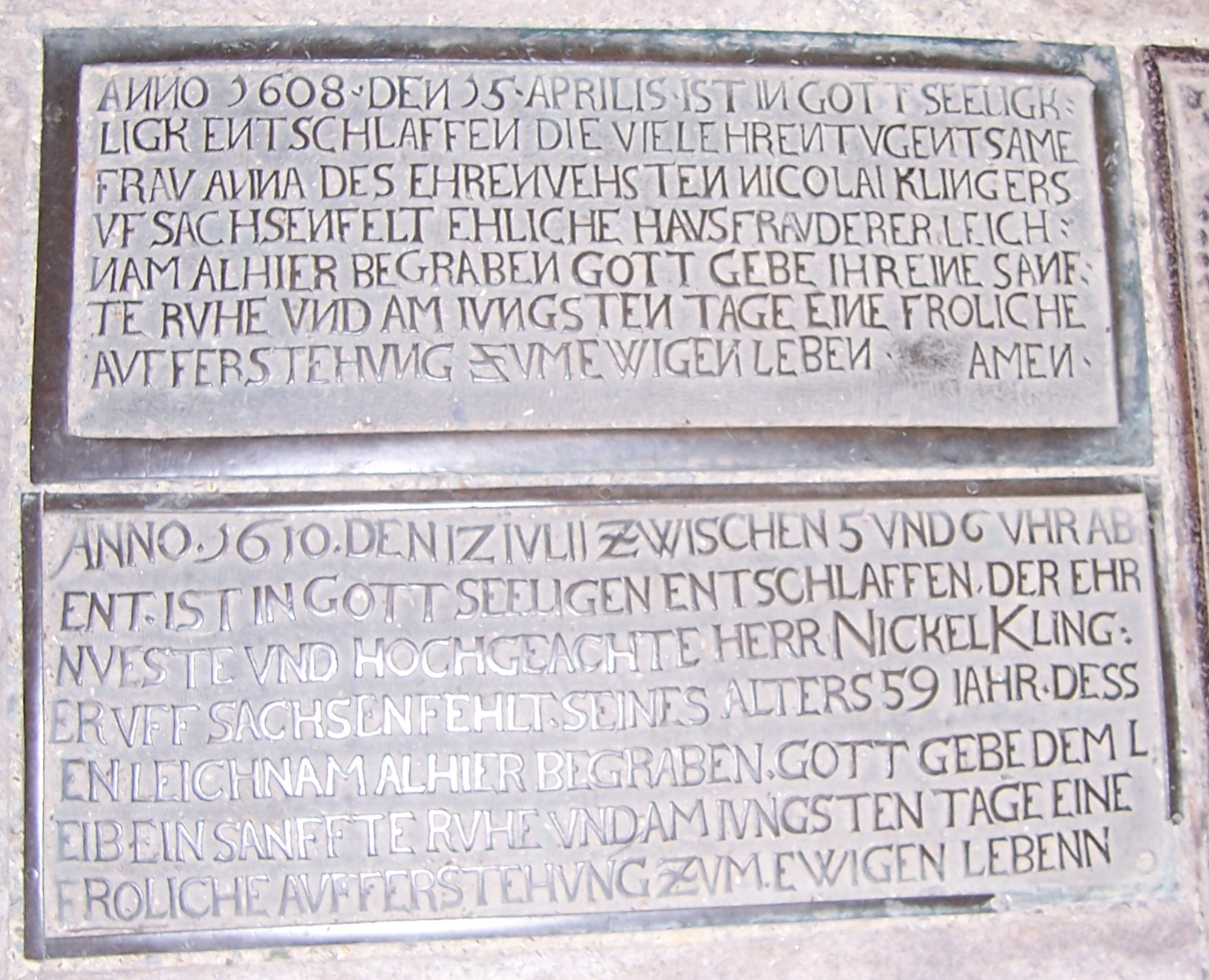
Grabplatten von Nikolaus Klinger und seiner Frau Anna in der Peter-Pauls-Kirche Beierfeld

Nikolaus Klinger wurde um 1551 als Sohn des gleichnamigen Besitzers des Hammerwerks und Gutes Förstel und dessen zweiter Frau Margaretha, Tochter des Marienberger Fundgrübners Nickel Göppert, geboren. Nach dem frühen Tod seines Vaters, der 1558 bei einem Kuraufenthalt in Karlsbad gestorben war, übernahm zunächst seine Mutter den Förstelhammer. Nikolaus Klinger selbst wurde von seinem Onkel Wolfgang Klinger, Besitzer des Tännichthammers, als Vormund vertreten und offenbar im Hammerwesen ausgebildet und übernahm bald den Förstelhammer. Am 24. November 1583 heiratete Klinger Anna Hempel, die Witwe Heinrichs von Elterlein. Danach erweiterte er seinen Besitz kontinuierlich. Er erwarb den Kugelhammer in Schwarzenberg (1590), den Hammer in Untersachsenfeld (1593), Mahlmühle und Gut in Obersachsenfeld (1595), wo er mit seiner Familie lebte, den Eisenhammer in Erla (1597) und den Höllhammer im Vogtland. Auch eines der Rittersgrüner Hammerwerke war zeitweise im Besitz der Familie. Auf dem Hammer in Obermittweida ist Nikolaus Klinger als Pächter nachweisbar.
Bereits in den 1580er Jahren hatte Klinger in einigen seiner Werke die damals neue Hochofentechnologie eingeführt. Als Besitzer mehrerer Hammer- und Bergwerke galt er als einer der reichsten Hammerherrn des Erzgebirges. Von seinem Einfluss zeugt ein Besuch des späteren Kurfürsten von Sachsen Johann Georg, den er und sein Schwiegersohn Hans Rüdiger 1609 auf dem Sachsenfelder Gut empfingen, im Anschluss einer Jagd auf dem Pfahlberg. Ein Jahr vorher war seine Ehefrau Anna gestorben. Nikolaus Klinger starb am 12. Juli 1610 im Alter von 59 Jahren und wurde wie seine Ehefrau in der Peter-Pauls-Kirche in Beierfeld, wohin Sachsenfeld eingepfarrt war, beigesetzt.
Klinger hatte sich in den Jahren vor seinem Tod um den Ausbau der Kirche verdient gemacht. Er spendete eine große Summe Geldes für deren Erweiterung und stiftete 1609 einen neuen Altar, auf dessen Rückseite vermerkt wurde:
Als Man Zalt 1609 Jahr / Da Nickell Klinger vff Sachssenfelt Erbsaß war / Liß er vf sein vnkost allein gantz vnd gar / Gott vnd der kirchen zu Ehrn Bawen diesen aldar / Wie er dann auch zuvor vor eim Jar / Zu erweitrung dieser kirchen ein anselige Summa gelds gab dar

## Familie
Aus der Ehe mit Anna Hempel gingen vier Töchter hervor:
- Rosina, heiratete Hans Rüdiger, den späteren „Junker Rüdiger“ und Sohn Lucas Rüdigers, Bürgers im preußischen Thorn, der bereits 1602 von seinem Schwiegervater das Rittergut in Sachsenfeld erhielt und 1613 auch den Eisenhammer in Untersachsenfeld erwarb. Sie war 1600 in Elterlein die Taufpatin für Barbara Siegel.
- Ottilia, heiratete Eleazar Schlaher von Nimka auf Klösterlein.
- Anna, heiratete Hans Unwirth auf Wiesa, das sie nach dessen Tod und dem Tod ihres zweiten Mannes Ernst von Wilkau 1626 bis 1648 selbst verwaltete.
- Esther, die jüngste Tochter, 1591 in Förstel geboren, heiratete 1611 den kurfürstlich-sächsischen Leutnant Rudolph von Schmertzing, der den Förstelhammer seines Schwiegervaters und später weitere Hammerwerke übernahm